# Saint-Cyr-sur-Mer
Saint-Cyr-sur-Mer [sén syr syr mer] je přímořské městečko asi 20 km severozápadně od Toulonu a 17 km jihovýchodně od Aubagne, zaměřené na turistiku. Skládá se ze tří části: vlastního Saint-Cyr-sur-Mer stranou od moře, z přístavu a vesnice Les Lecques s plážemi a turistickým přístavem a z malého přístavu La Madrague. Všechny tři lokality jsou urbanisticky spojeny v jeden celek. Název města je odvozený od svatého Cyriaka, patrona vinařů a Řádu křižovníků s červeným srdcem.

## Historie
Katastr dnešního města byl osídlený už v pravěku. V době Římské říše zde v místě přístavu La Madrague vznikla rozsáhlá římská vila. Na jejích pozůstatcích se dnes nachází Muzeum Tauroentum. Ve 3. století byla vila opuštěna. V průběhu 5. a 6. století odešli i zdejší venkované, aby se uchránili před nájezdy pirátů. Jejich cílem bylo město Cathedra, dnes La Cadière. V 10. století měla Cathedra dva dceřiné přístavy: Saint-Cyr a Bandol. V roce 1825 se vesnice San-Céri (55 domů), Les Lecques (33 domů) a La Madrague (6 domů) od La Cadière oddělily a založily vlastní samosprávnou obec, nazvanou Saint-Cyr-de-Provence. Prezidentským dekretem z 21. října 1907 získala obec svůj dnešní název.

## Současnost
Ekonomie města se orientuje na turistiku a zemědělství. V okolí města se pěstuje ovoce, zelenina, olivy a vinná réva. V roce 1865 pokrývaly zdejší vinice 1038 ha, po 2. světové válce rozloha poklesla na 350 ha, které obhospodařovalo 11 vinařství či domén. Roku 2002 zakoupilo město doménu Moulin de Marini, čímž se stalo jednou z mála obcí ve Francii produkující vlastní víno. Vinice na katastru města patří do oblasti Côtes de Provence, vína zde pěstovaná do AOC Bandol. Ve městě se každou neděli pořádají týdenní provensálské trhy.
V centru města se od roku 1993 nachází galerie Centre d'Art Sébastien, pojmenovaná podle sochaře, fotografa a malíře Gabriela Sebastiena Simoneta (1909–1990), jehož dílo muzeum schraňuje. Kromě toho se zde pořádají výstavy současného umění a každé dva roky bienále zaměřené na akvarely.
Ve městě zemřela herečka Marie-France Pisier (1944–2011). Vyrůstal zde fotbalista Frank Leboeuf (* 1968), mistr světa z roku 1998.

## Pamětihodnosti
- Na náměstí se nachází zmenšená replika Sochy Svobody, která zde byla vztyčena roku 1913 při příležitosti zřízení obecního vodovodu.
- Rovněž na náměstí stojí kostel svatých Cyriaka a Julie, postavený v letech 1865–1867.[4]

## Galerie

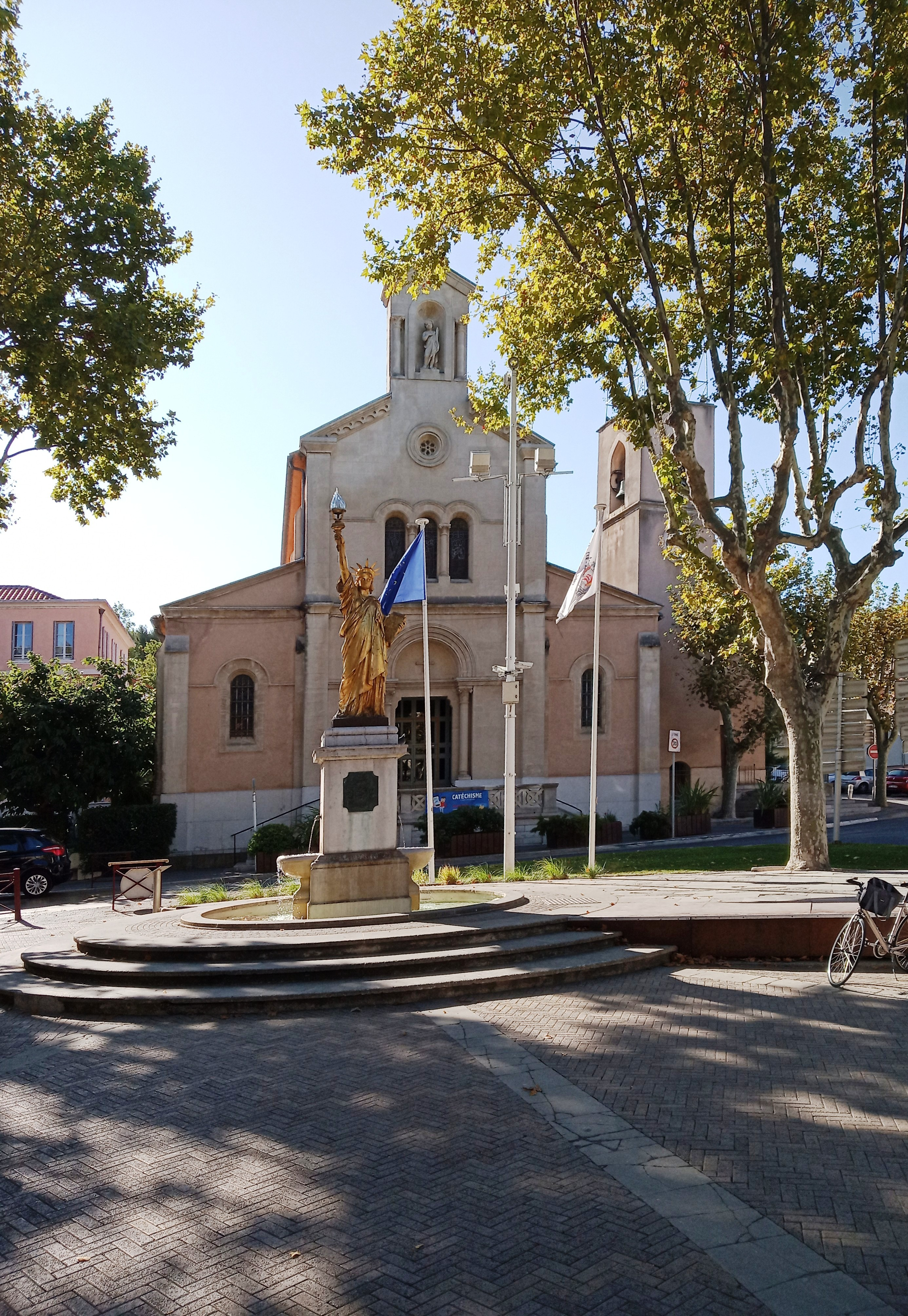
Náměstí se Sochou Svobody a kostelem
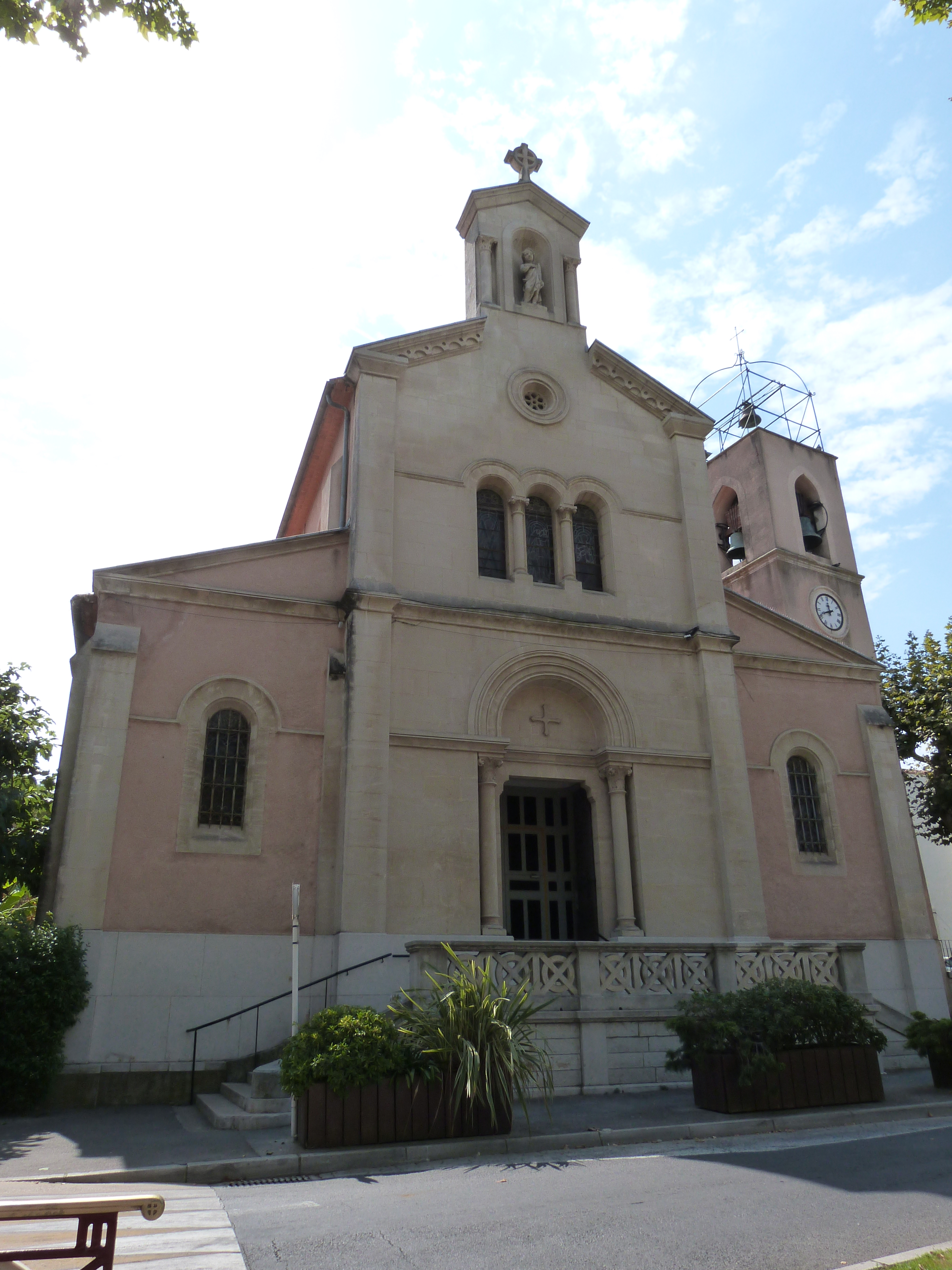
Kostel
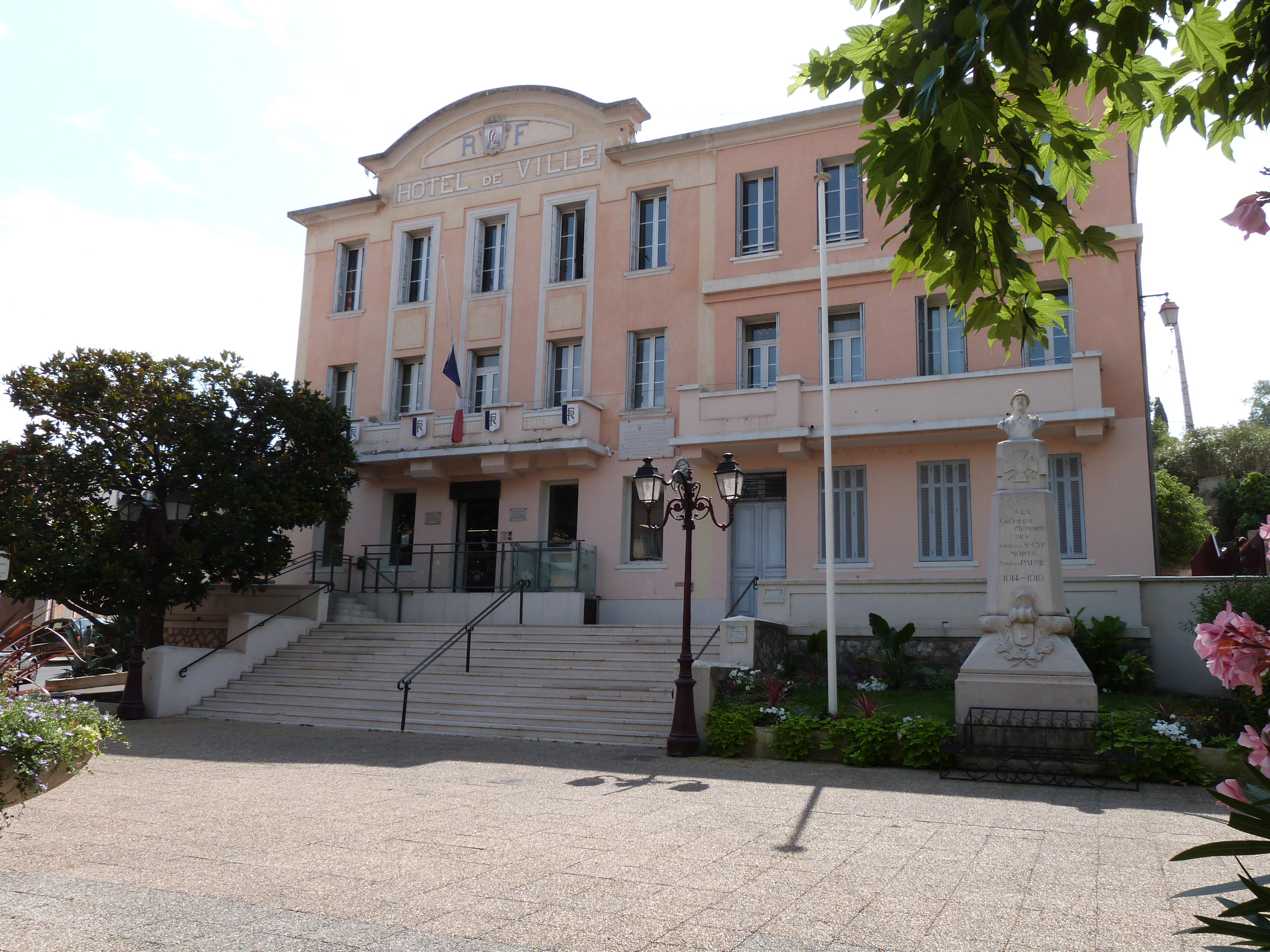
Radnice
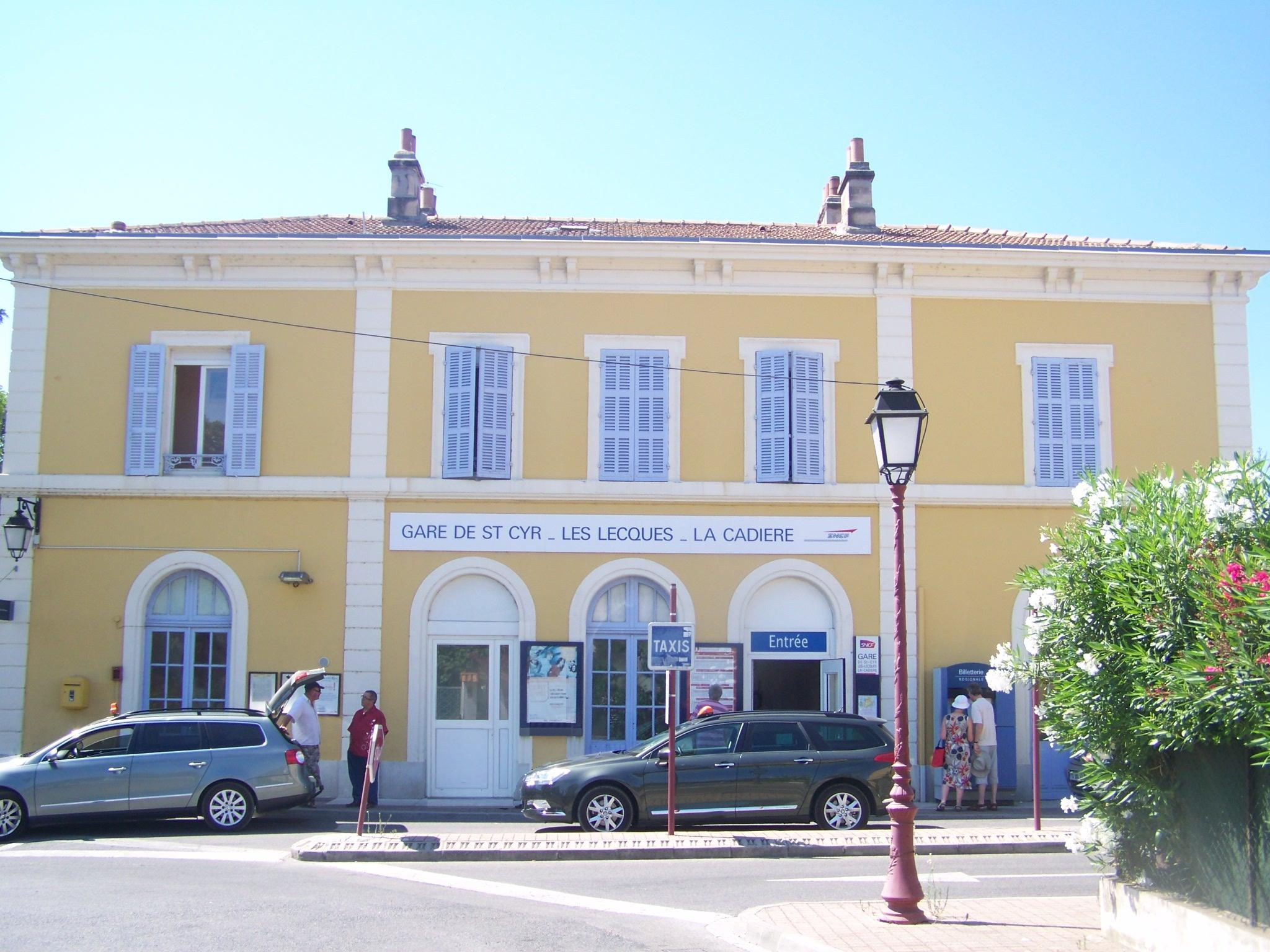
Nádraží
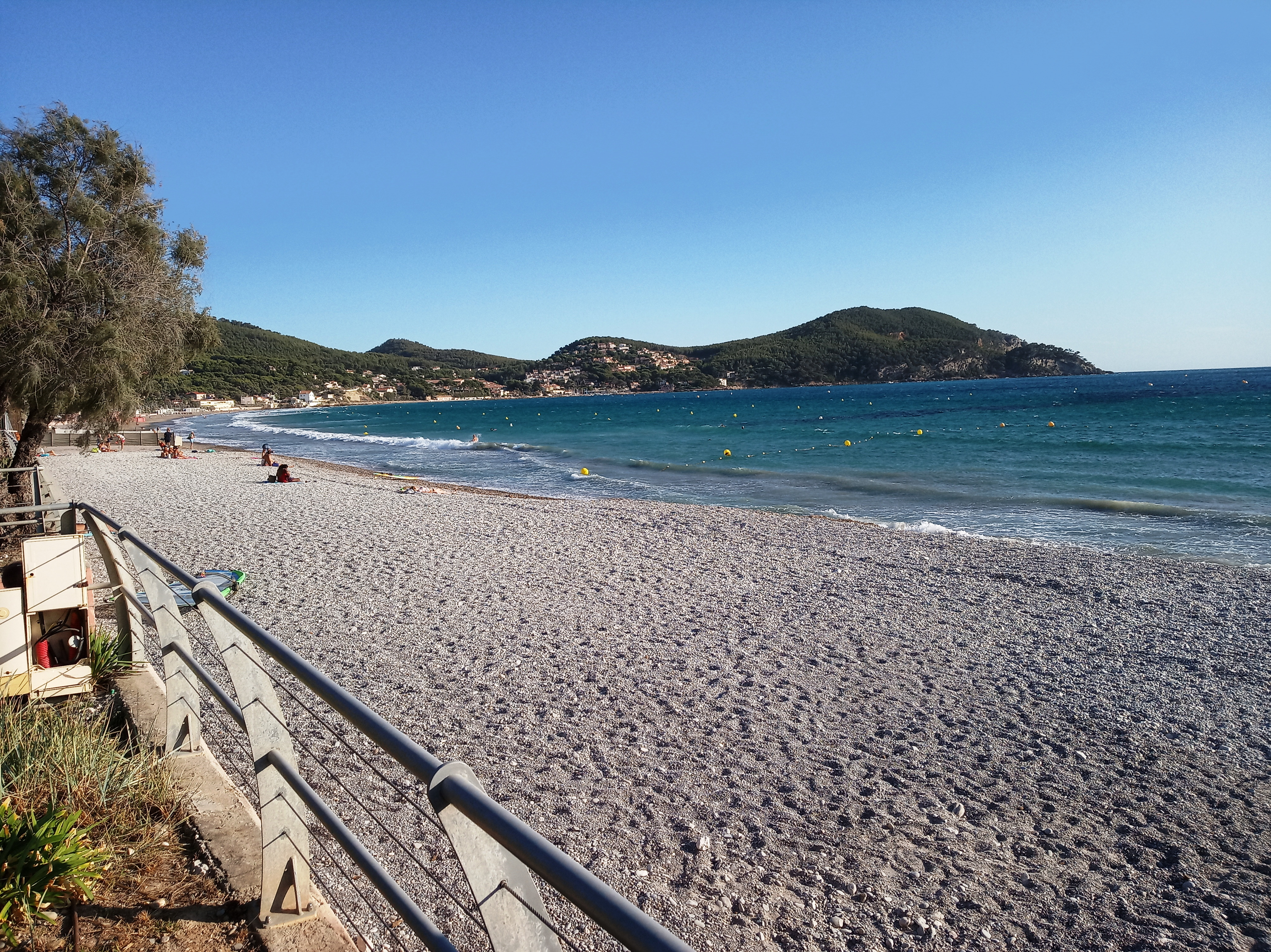
Záliv s pohledem na přístav La Madrague